# Anse de Paulilles
L'anse de Paulilles est située sur le littoral méditerranéen du département français des Pyrénées-Orientales, dans le territoire de la commune de Port-Vendres. Elle forme une aire protégée accessible au public, propriété du Conservatoire du littoral et est gérée par le Conseil général des Pyrénées-Orientales. Paulilles fait partie du réseau Natura 2000 pour protéger sa faune, sa flore et ses fonds marins. Elle s'étend sur 17 hectares dans une baie abritée sur la mer Méditerranée, aux pieds du massif des Albères. Les abords de la baie et la prairie sont aménagés pour le public et témoignent de l'histoire de la dynamiterie de Paulilles.

## Toponyme
Selon le dictionnaire catalan Diccionari català-valencià-balear le toponyme Paulilles vient du latin 'padulicŭlas', diminutif de 'padūles' (‘lagunes’). Paulilles, était orthographié Paulille en français au XIXe siècle,,,. Par ailleurs, Paulille est le nom de deux saints dont Paulillus.
Le premier saint Paulille était espagnol de naissance et frère des saints Paschase et Eutychien, qui souffrirent le martyre en Afrique (voir Arcade), par ordre de Genséric, roi des Vandales, parce qu'ils refusaient d'abjurer leur foi pour embrasser l'arianisme. Paulille imita leur constance, et s'il ne fut pas condamné aux mêmes supplices, il le dut sans doute à sa grande jeunesse; mais Genséric, ne pouvant le faire apostasier, le fit accabler de coups de bâton et le condamna ensuite à l'esclavage. Il est nommé dans le Martyrologe romain sous le 13 novembre.
Le second est Paulillus, martyr à Nicomédie avec saint Cyriaque et leurs compagnons. Il est honoré le 19 décembre.

## Géographie
Située à environ 3 km au sud de Port-Vendres, derrière le col de Las Portas, le long de la route départementale 914, Paulilles est une petite baie protégée donnant sur la Méditerranée entre le cap Béar, et le cap de l'Oullestrell. Elle s'étend en prairie vers la mer entre des promontoires rocheux en formant les plages de Bernardi, del Mitg, et du Fourat au sud.

## Flore

### La côte des Albères

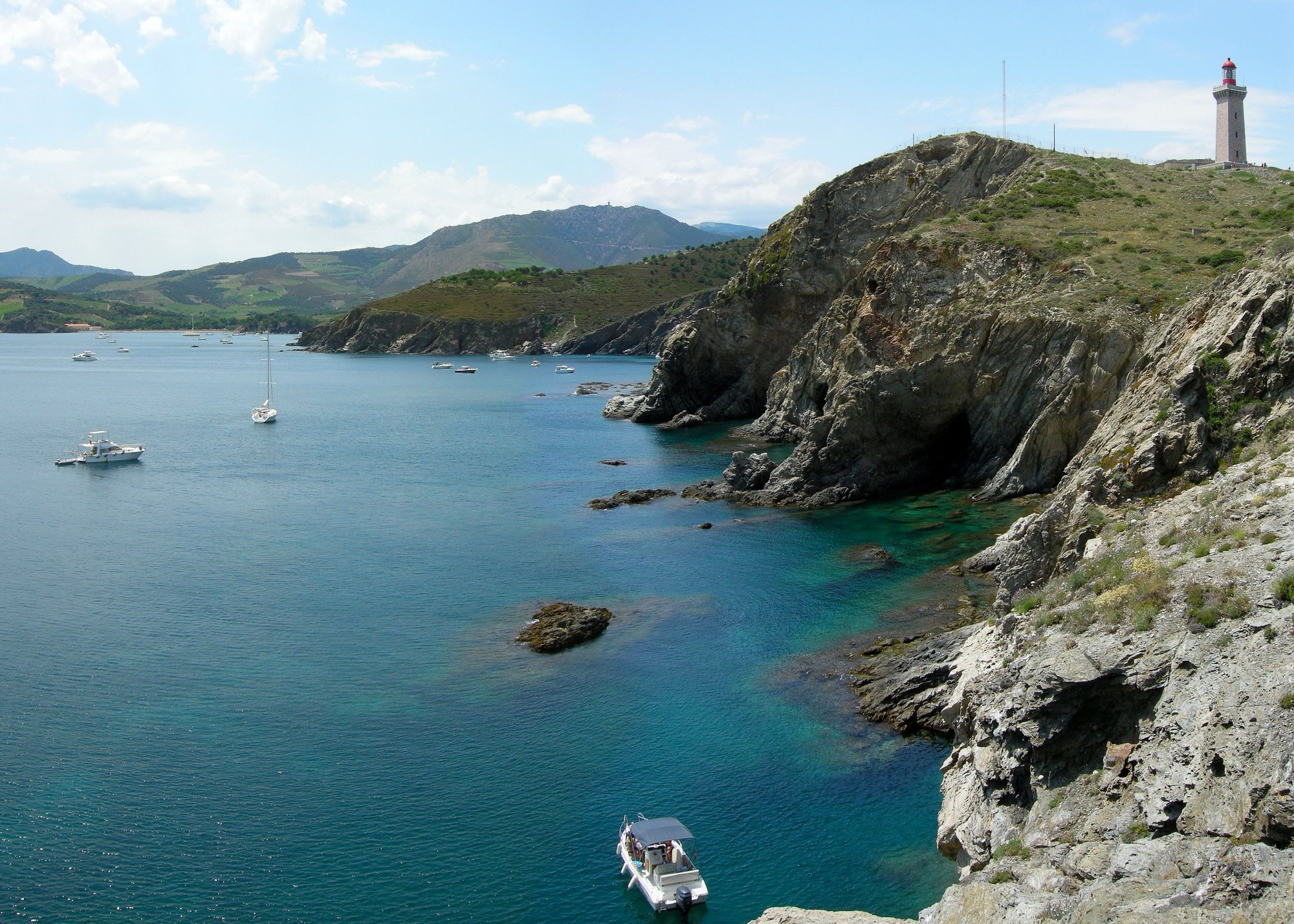
Paulilles depuis le cap Béar

La forêt d'origine a été préservée et occupe une place importante qui donne à Paulilles l'aspect paysager typique de la côte des Albères.
Il est composé de pin d'Alep (Pinus halepensis), pin maritime (Pinus pinaster), pins à pignons (Pinus pinea), pour la famille des (Pinaceae) composent avec les chêne vert (Quercus ilex), les chêne-liège (Quercus suber) et les  Oliviers (Olea europaea).
La flore est très bien représentée avec des espèces endémiques comme l'Armerie du Roussillon (Armeria ruscinonensis Girard), le polycarpon de Catalogne (Polycarpon polycarpoides), la Thymelaea hirsuta, la statice de Trémols, et de deux habitats d'intérêts communautaire : les fourrés de tamaris Tamarix (Tamaricaceae), et les fourrés de Gattiliers (Vitex agnus-castus).

### Une prairie sous-marine
Toutes les eaux autour de Paulilles sont également protégées dans le site par le réseau Natura 2000, ainsi les posidonies (Posidonia oceanica) de la côte des Albères offrent des habitats, des lieux de reproduction et de nurserie pour l'ensemble de la faune marine du littoral, tout comme le Coralligène, enchevêtrement biologique riche et complexe d'animaux et de végétaux.
Ces plantes marines forment de grandes prairies sous-marines de très haute importance pour la protection de l'environnement dans la région.

## Histoire de Paulilles

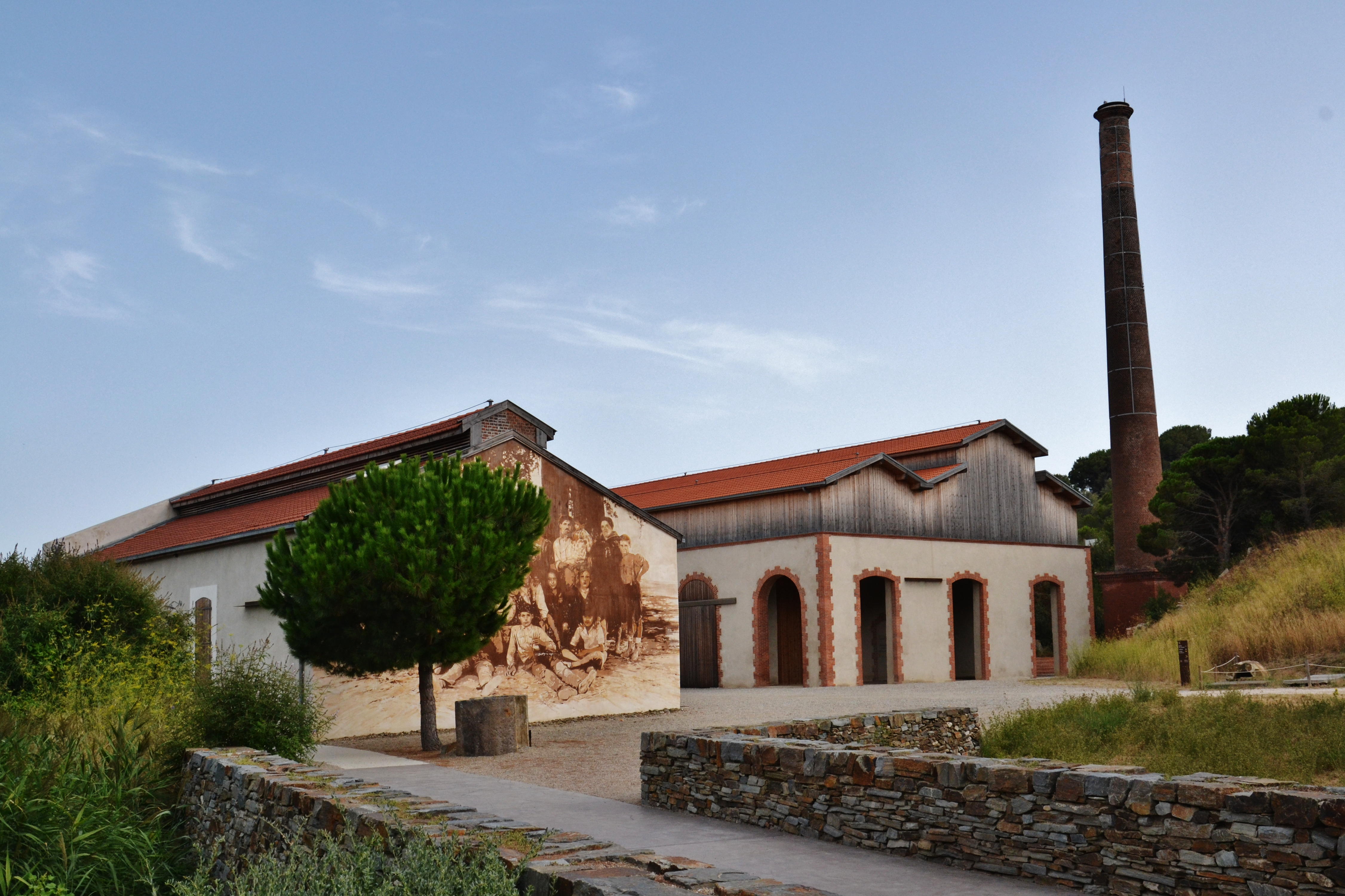
Le site dans les années 2010.

Paulilles est aménagé sur un site protégé par l'organisation européenne Natura 2000. Il s'agit de la réhabilitation d'une fabrique de dynamite Nobel situé sur un ancien hameau de Port Vendres.  Elle a été créée au XIXe siècle par l'associé de Nobel en France, Paul François Barbe, industriel lorrain de la société Barbe Père et Fils et Cie (Maîtres de Forges à Liverdun) et construite en 1870.
En juillet 1991, les installations de la dynamiterie de Paulilles sont fermées par la Société nationale des poudres et des explosifs (SNPE) et vendues par la suite au Conservatoire du littoral en 1998 qui a classé et protégé Paulilles des promoteurs immobiliers.
En 2005, le Conseil général des Pyrénées-Orientales lance la rénovation de neuf bâtiments, en détruit près de soixante-dix, et aménage près de dix-sept hectares de paysage pour faire de Paulilles un site gratuit et écologique ouvert au grand public, un musée sur le patrimoine industriel de la fabrique et un atelier de réparation de barques catalanes,. Le site sera ouvert au public en juin 2008.

## Activités
- Promenade sur le Sentier du littoral
- Randonnée pédestre
- Randonnée (VTT)
- Botanique
- Observation des oiseaux
- Natation
- Plongée sous-marine